# Jozy Altidore
Josmer Volmy Altidore, detto Jozy (Livingston, 6 novembre 1989), è un calciatore statunitense, attaccante svincolato.

## Biografia
È di origine haitiana.

## Caratteristiche tecniche
Di ruolo centravanti, è dotato di grande fisicità e con buone doti di corsa. È un attaccante d'area con notevoli capacità nel colpire il pallone di testa, calcia con il piede destro. Con la nazionale statunitense, Jürgen Klinsmann, all'epoca CT, lo schierava anche come unica punta nel 4-5-1.

## Carriera

### Club

#### Gli inizi

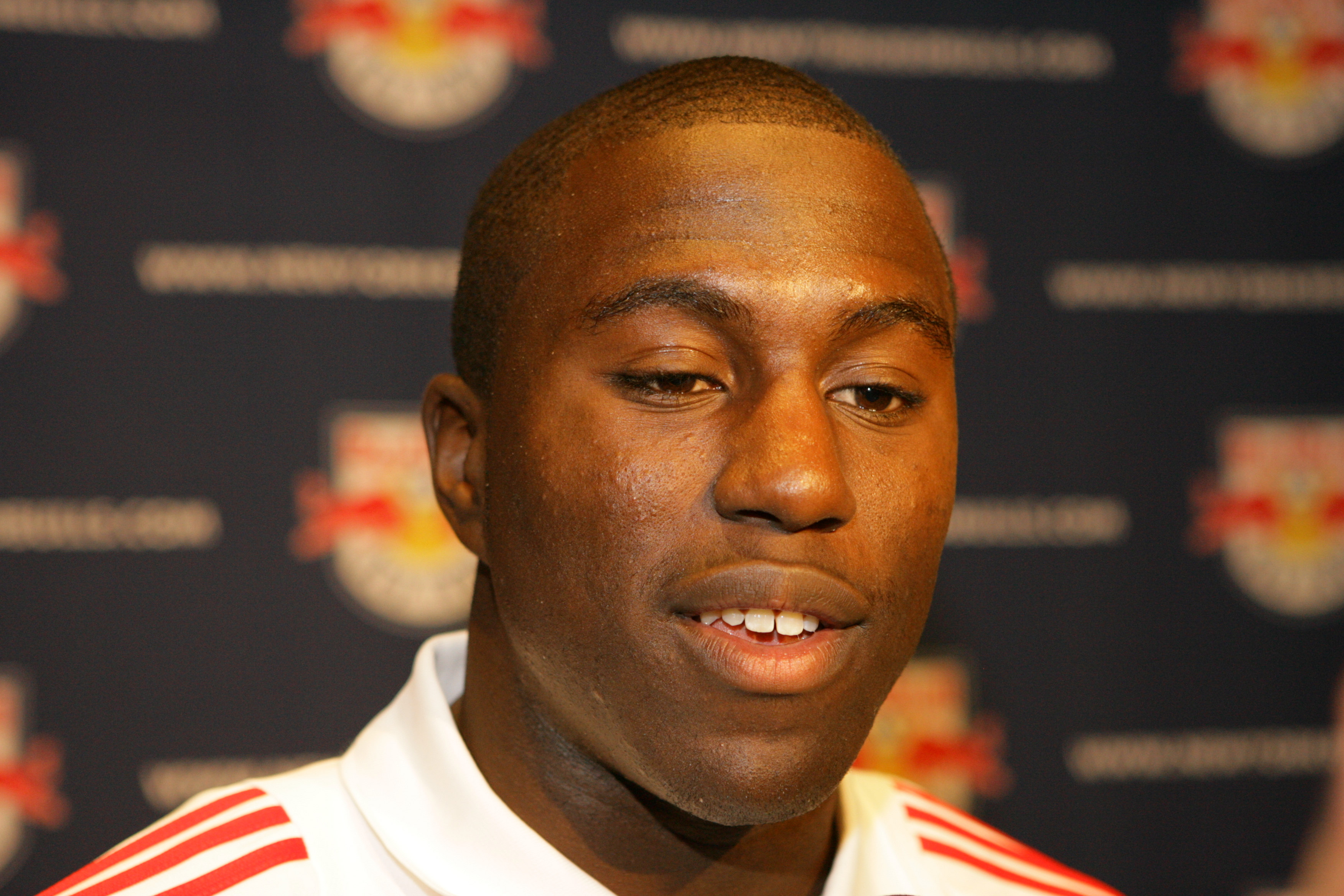
Altidore durante una conferenza stampa nel 2008

Altidore è stato la diciassettesima scelta nel SuperDraft 2006 dei New York MetroStars, in seguito conosciuti come New York Red Bulls. Ha trascorso buona parte della sua prima stagione professionistica lontano dal club, in quanto in quel periodo stava prendendo il diploma alla High school. Ha fatto il suo debutto il 23 agosto 2006, nella U.S. Open Cup, come sostituto nel match perso 3-1 contro il D.C. United. Ha segnato il suo primo gol in partite ufficiali il 16 settembre 2006, nella vittoria contro Columbus Crew per 1 a 0. Esattamente una settimana dopo, ha segnato un'altra rete contro i rivali del D.C. United nella sconfitta della sua squadra per 4-3.

#### Villareal e prestiti
Scoperto da Alexi Lalas, dopo aver giocato il Mondiale U-20 da protagonista, nell'estate 2008 il Villarreal lo paga € 7,5 milioni ($ 10 milioni): mai il cartellino di nessun altro calciatore della Major League Soccer era stato pagato tanto. Il 1º novembre 2008 Altidore gioca la sua prima partita con il Villarreal entra all'89' minuto e al 90' trova il suo primo gol. Successivamente segna anche il suo primo autogol sempre nella stessa partita. Con la rete siglata all'Athletic Bilbao diviene anche il primo calciatore statunitense a segnare nella Liga. Ceduto in prestito allo Xerez nel gennaio 2009, club di seconda divisione, un infortunio lo costringe a restare lontano dai terreni di gioco per tutta la stagione.
Rientrato al Villarreal, il 6 agosto 2009 viene ceduto in prestito agli inglesi dell'Hull City, con diritto di riscatto fissato a circa 7,5 milioni di euro. A fine stagione l'Hull City non esercita il diritto di riscatto e quindi il giocatore torna al Villarreal.
Il 1º febbraio 2011 viene ceduto in prestito ai turchi del Bursaspor.

#### AZ Alkmaar e Sunderland
Il 15 luglio 2011 viene ceduto agli olandesi dell'AZ Alkmaar per € 1,5 milioni, divenendo presto il miglior giocatore nella rosa e trovando una condizione di forma che gli consente di realizzare 51 gol in 93 incontri in tutte le competizioni nelle due stagioni passate in Olanda.
Il 7 agosto nella prima giornata di Eredivisie, contro il PSV, sigla il gol del definitivo 3-1 al suo debutto con la maglia dell'AZ Alkmaar. Il 21 agosto è a quota 4 gol in 3 partite con la doppietta segnata nel 4-0 contro il NEC Nijmegen. Il 15 settembre fa il suo esordio in Europa League nella vittoria per 4-2 contro il Malmö FF e il 29 settembre segna il suo primo gol nell'1-1 esterno contro il Metalist. A secco in campionato per oltre due mesi, torna a segnare nel match vinto 3-0 contro l'ADO Den Haag il 6 novembre, giorno del suo ventiduesimo compleanno.
Conclude la stagione con 34 presenze e 15 gol in campionato.
Nelle prime 5 partite della Eredivisie 2012-2013 segna 7 gol, tra cui una tripletta messa a segno il 16 settembre nel 4-0 interno contro il Roda JC. Segna un'altra tripletta il 14 aprile 2013 in AZ-Utrecht 6-0.
Segna il secondo gol nella vittoria per 2-1 contro il PSV in finale di Coppa d'Olanda. Conclude l'Eredivisie con 23 gol segnati in 33 partite disputate.

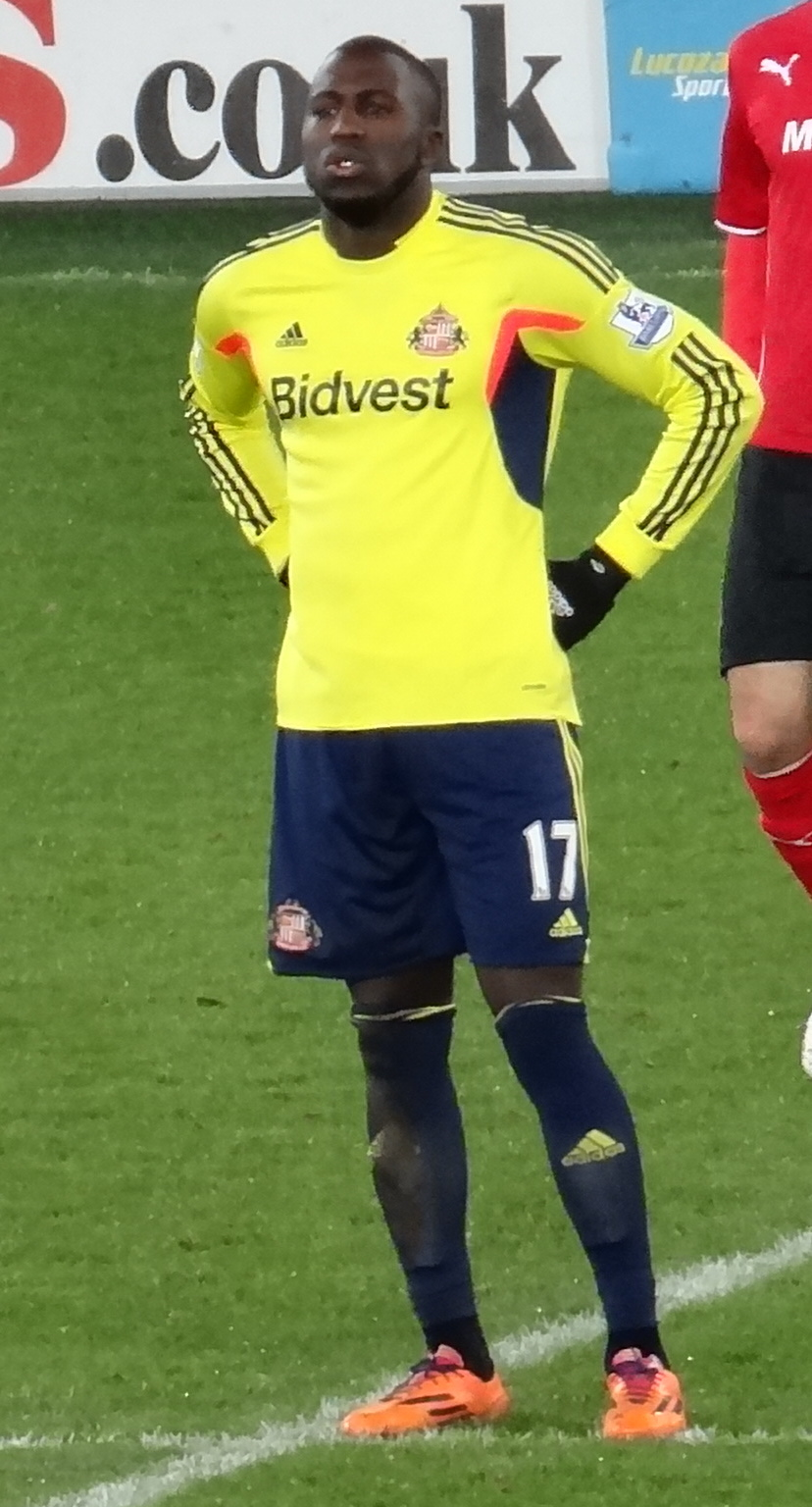
Altidore durante una fase di gioco con la maglia del Sunderland nel 2013

L'8 marzo 2012 è protagonista della sfida di UEFA Europa League contro l'Udinese vinta 2-0, durante la quale fornisce 2 assist.
Il 6 luglio 2013 il Sunderland comunica di aver acquistato a titolo definitivo l'attaccante statunitense per € 10 milioni. Il 27 agosto segna la prima rete durante un match di Coppa di Lega contro il MK Dons. Il 4 dicembre segna la prima rete in campionato, quella del momentaneo 1-0 contro il Chelsea, il cui risultato finale ha visto la vittoria dei Blues per 3-4. Alla fine della stagione colleziona 37 presenze e due reti.

#### Toronto
Il 16 gennaio 2015 passa al Toronto FC nell'operazione che porta Jermaine Defoe al Sunderland, facendo così ritorno in patria dopo sette anni. Per consentire l'arrivo di Altidore al Toronto, a causa del salary cap, Michael Bradley si riduce lo stipendio.
Il 7 marzo debutta in MLS con una doppietta ai danni dei Vancouver Whitecaps, match vinto da Toronto per 3-1. Dopo una serie di sconfitte, i canadesi tornano alla vittoria contro l'Orlando City per 2-0, grazie soprattutto alla seconda doppietta della punta statunitense.
Il 14 maggio, nella finale di ritorno del Canadian Championship, segna una delle tre reti del 3-2 finale che ha visto Toronto vincere la partita ma non la finale a causa dei gol subiti in trasferta. 
Il 25 luglio segna all'89º minuto su rigore la rete del pareggio per 1-1 contro i Columbus Crew, riuscendo così a far conquistare un punto alla propria squadra. A fine stagione colleziona complessivamente 27 presenze condite da 14 marcature.
Nel 2016, Altidore inizia la stagione non al meglio della condizione a causa di un infortunio muscolare che lo terrà bloccato anche nel corso della stagione per diverse partite. In evidente stato precario, nelle prime otto partite giocate non riesce a segnare mai fino al match del 31 luglio contro Columbus, firmando il 3-0 finale. Sbloccatosi, segna per quattro partite consecutive, prima volta in assoluto a riuscirvi in carriera. Il 25 agosto, segna la quarta rete in quattro partite contro Orlando, e regala così la vittoria alla propria squadra siglando l'1-2 finale all'86º minuto.
Il 29 giugno conquista il primo trofeo, il Canadian Championship senza essere mai sceso in campo durante tutto il torneo.
A fine stagione Toento raggiunge i playoff e Altidore segna cinque reti in altrettante partite fino ad arrivare a giocarsi la finale. La finale vede la vittoria dei Seattle Sounders ai rigori, dove Altidore realizza il primo della lotteria ma un errore di Justin Morrow dà la vittoria ai Rave Green. A fine stagione accumula 29 presenze con quindici reti segnate e nove assist.
La stagione 2017 parte con grandi aspettative, e lo stesso Altidore si mostra in grande spolvero realizzando sei reti nelle prime dieci giornate di campionato. Il 6 maggio 2017, al CenturyLink Field, realizza la rete della vittoria contro i campioni in carica di Seattle, match terminato per 0-1. Il 20 giugno segna la rete dell'1-1 nella finale di andata del Canadian Championship. La settimana successiva, subentra a partita in corso durante il match di ritorno, che vede Toronto avere la meglio per 2-1 sui Montréal Impact, conquistando così la seconda coppa nazionale consecutiva.
Avanzando per il terzo anno consecutivo alla fase playoff, Altidore si rende protagonista in negativo di un alterco con il capitano dei N.Y. Red Bulls, Sacha Kljestan, durante la partita di ritorno dei quarti di finale. Durante l'intervallo i due calciatori vengono espulsi, in circostanze poco chiare.
Scontato il turno di squalifica, Altidore torna protagonista segnando la rete decisiva nella finale di Conference contro Columbus, infatti visto lo 0-0 dell'andata, la vittoria per 1-0 nel ritorno qualifica Toronto per la finale.
Il 9 dicembre segna la rete dell'1-0 al 67º minuto contro Seattle nella partita che vale l'intera stagione; sostituito pochi minuti prima del 90º da Nick Hagglund, la partita termina con il 2-0 siglato da Víctor Vázquez al 94º e Toronto si aggiudica per la prima volta la MLS Cup. A fine partita viene eletto MVP. Il 31 gennaio 2021, il suo contratto con il club canadese scadrà, rimanendo svincolato.
New England Revolution
Il 14 febbraio 2022, firmerà per il New England Revolution, rimanendo in MLS. Nei suoi primi 6 mesi, riuscirà a timbrare solo una volta in 17 gare disputate.
Prestito al Puebla
Il 29 luglio 2022, data l'annata opaca, deciderà di spostarsi in Messico, trasferendosi in prestito al  Puebla. Anche qui, però, non riuscirà nell'intento di convincere l'ambiente, timbrando 2 volte scendendo in campo per sole 6 volte.
Ritorno al New England Revolution
Il 31 dicembre 2022, alla scadenza del prestito, tornerà al New England Revolution.

### Nazionale

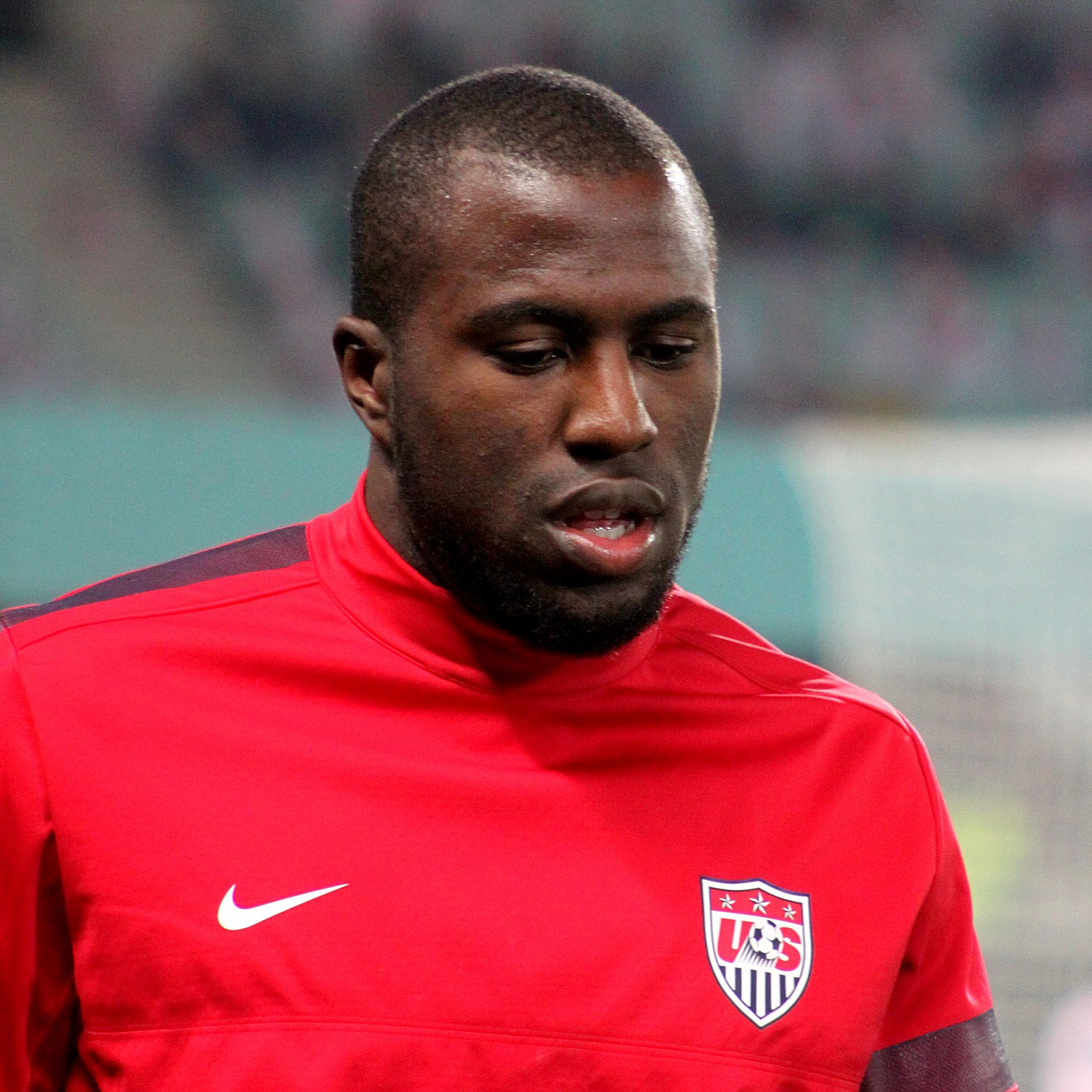
Altidore con la maglia degli Stati Uniti nel 2013.

Nell'estate 2007, dopo aver giocato il Nordamericano U-20, arriva al Mondiale Under-20: nonostante il grande calcio giocato dalla Nazionale americana, la doppietta al Brasile di Alexandre Pato (1-2) e i 4 gol totali nella competizione (tre dei quali arrivati grazie agli assist del protagonista assoluto del torneo, Freddy Adu), gli USA, favoriti per la vittoria finale, si arrendono all'Austria ai quarti di finale (1-2), nell'unica partita giocata male della squadra, nonostante l'ennesimo assist di Adu per Altidore che valeva il parziale 1-0.
Si procura un calcio di rigore nella sfida di Confederations Cup 2009 contro l'Italia (1-3), realizzato da Landon Donovan per il parziale 1-0. Gli States perdono contro il Brasile (0-3) ma battono l'Egitto (0-3) passando il turno grazie alle 4 marcature segnate nella fase a gironi (contro l'Italia che, arrivata a pari punti e con la stessa differenza reti di -2, aveva realizzato 3 gol). In semifinale gli USA superano la Spagna campione d'Europa in carica (0-2, gol iniziale di Altidore) ma in finale si arrendono al Brasile: dopo esser arrivati sul 2-0, i nordamericani si fanno rimontare 2-3, consegnando il titolo ai verdeoro.
Nel 2010 gioca il suo primo Mondiale: si rivela decisivo nella terza partita della fase a gironi quando al 91' serve l'assist per Donovan che segna l'1-0 contro l'Algeria: i 3 punti consentono agli Stati Uniti di passare la fase a gironi ma agli ottavi il Ghana sconfigge gli statunitensi 1-2.
Durante il Mondiale brasiliano del 2014 s'infortuna alla sfida d'esordio degli USA contro il Ghana (vinta 1-2), rimediando un guaio muscolare al flessore della coscia sinistra. Il 30 giugno si riprende, tornando a disposizione di Klinsmann.
Il 31 marzo 2015 viene per la prima volta espulso durante un'amichevole con la nazionale, il cartellino rosso fu causato da parole offensive dirette all'arbitro, l'italiano Luca Banti.
Il 29 gennaio 2017 è il 17º calciatore a raggiungere le 100 presenze con la maglia della nazionale statunitense.

## Statistiche

### Presenze e reti nei club
Statistiche aggiornate al 12 giugno 2023.
| Stagione                      | Squadra                       | Campionato                    | Campionato | Campionato | Coppe nazionali | Coppe nazionali | Coppe nazionali | Coppe continentali | Coppe continentali | Coppe continentali | Altre coppe | Altre coppe | Altre coppe | Totale | Totale |
| Stagione                      | Squadra                       | Comp                          | Pres       | Reti       | Comp            | Pres            | Reti            | Comp               | Pres               | Reti               | Comp        | Pres        | Reti        | Pres   | Reti   |
| ----------------------------- | ----------------------------- | ----------------------------- | ---------- | ---------- | --------------- | --------------- | --------------- | ------------------ | ------------------ | ------------------ | ----------- | ----------- | ----------- | ------ | ------ |
| 2006                          | N.Y. Red Bulls                | MLS                           | 7          | 3          | USOC            | 2               | 1               | -                  | -                  | -                  | -           | -           | -           | 9      | 4      |
| 2007                          | N.Y. Red Bulls                | MLS                           | 22         | 9          | USOC            | 2               | 0               | -                  | -                  | -                  | -           | -           | -           | 24     | 9      |
| 2008                          | N.Y. Red Bulls                | MLS                           | 8          | 3          | USOC            | 0               | 0               | -                  | -                  | -                  | -           | -           | -           | 8      | 3      |
| Totale N.Y. Red Bulls         | Totale N.Y. Red Bulls         | Totale N.Y. Red Bulls         | 37         | 15         |                 | 4               | 1               |                    | -                  | -                  |             | -           | -           | 41     | 16     |
| 2008-gen. 2009                | Villarreal                    | PD                            | 6          | 1          | CR              | 2               | 0               | UCL                | 0                  | 0                  | -           | -           | -           | 8      | 1      |
| gen.-giu. 2009                | Xerez                         | SD                            | 0          | 0          | CR              | -               | -               | -                  | -                  | -                  | -           | -           | -           | 0      | 0      |
| 2009-2010                     | Hull City                     | PL                            | 28         | 1          | FACup+CdL       | 1+1             | 0+1             | -                  | -                  | -                  | -           | -           | -           | 30     | 2      |
| 2010-gen. 2011                | Villarreal                    | PD                            | 3          | 0          | CR              | 4               | 2               | UEL                | 7                  | 0                  | -           | -           | -           | 14     | 2      |
| Totale Villarreal             | Totale Villarreal             | Totale Villarreal             | 9          | 1          |                 | 6               | 2               |                    | 7                  | 0                  |             | -           | -           | 22     | 3      |
| gen.-giu. 2011                | Bursaspor                     | SL                            | 12         | 1          | TK              | -               | -               | -                  | -                  | -                  | -           | -           | -           | 12     | 1      |
| 2011-2012                     | AZ Alkmaar                    | ED                            | 34         | 16         | CO              | 4               | 0               | UEL                | 14                 | 4                  | -           | -           | -           | 52     | 20     |
| 2012-2013                     | AZ Alkmaar                    | ED                            | 33         | 23         | CO              | 6               | 8               | UEL                | 2                  | 0                  | -           | -           | -           | 41     | 31     |
| Totale AZ Alkmaar             | Totale AZ Alkmaar             | Totale AZ Alkmaar             | 67         | 39         |                 | 10              | 8               |                    | 16                 | 4                  |             | -           | -           | 93     | 51     |
| 2013-2014                     | Sunderland                    | PL                            | 31         | 1          | FACup+CdL       | 2+6             | 0+1             | -                  | -                  | -                  | -           | -           | -           | 39     | 2      |
| 2014-gen. 2015                | Sunderland                    | PL                            | 11         | 0          | FACup+CdL       | 0+2             | 1               | -                  | -                  | -                  | -           | -           | -           | 13     | 1      |
| Totale Sunderland             | Totale Sunderland             | Totale Sunderland             | 42         | 1          |                 | 10              | 2               |                    | -                  | -                  |             | -           | -           | 52     | 3      |
| 2015                          | Toronto FC                    | MLS                           | 25+1       | 13+0       | CC              | 1               | 1               | -                  | -                  | -                  | -           | -           | -           | 27     | 14     |
| 2016                          | Toronto FC                    | MLS                           | 23+6       | 10+5       | CC              | 0               | 0               | -                  | -                  | -                  | -           | -           | -           | 29     | 15     |
| 2017                          | Toronto FC                    | MLS                           | 27+4       | 15+2       | CC              | 2               | 1               | -                  | -                  | -                  | -           | -           | -           | 33     | 18     |
| 2018                          | Toronto FC                    | MLS                           | 13         | 7          | CC              | 3               | 3               | CCL                | 8                  | 3                  | CpC         | 1           | 0           | 25     | 13     |
| 2019                          | Toronto FC                    | MLS                           | 22+1       | 11+1       | CC              | 2               | 0               | CCL                | 0                  | 0                  | -           | -           | -           | 25     | 12     |
| 2020                          | Toronto FC                    | MLS                           | 12+1       | 2+0        | CC              | 0               | 0               | -                  | -                  | -                  | MisB        | 2           | 0           | 15     | 2      |
| 2021                          | Toronto FC                    | MLS                           | 16         | 4          | CC              | 1               | 1               | CCL                | 2                  | 0                  | -           | -           | -           | 19     | 5      |
| Totale Toronto FC             | Totale Toronto FC             | Totale Toronto FC             | 138+13     | 62+8       |                 | 9               | 6               |                    | 10                 | 3                  |             | 3           | 0           | 173    | 79     |
| feb.-lug. 2022                | New England Revolution        | MLS                           | 17         | 1          | USOC            | 0               | 0               | CCL                | 2                  | 0                  | -           | -           | -           | 19     | 1      |
| lug.-ott. 2022                | Club Puebla                   | PD                            | 6+0        | 2+0        | -               | -               | -               | -                  | -                  | -                  | -           | -           | -           | 6      | 2      |
| 2023                          | New England Revolution        | MLS                           | 10         | 1          | USOC            | 1               | 0               | -                  | -                  | -                  | -           | -           | -           | 11     | 1      |
| Totale New England Revolution | Totale New England Revolution | Totale New England Revolution | 27         | 2          |                 | 1               | 0               |                    | 2                  | 0                  |             | -           | -           | 30     | 2      |
| Totale carriera               | Totale carriera               | Totale carriera               | 379        | 132        |                 | 42              | 20              |                    | 35                 | 7                  |             | 3           | 0           | 459    | 159    |

### Cronologia presenze e reti in nazionale
| Cronologia completa delle presenze e delle reti in nazionale ― Stati Uniti | Cronologia completa delle presenze e delle reti in nazionale ― Stati Uniti | Cronologia completa delle presenze e delle reti in nazionale ― Stati Uniti | Cronologia completa delle presenze e delle reti in nazionale ― Stati Uniti | Cronologia completa delle presenze e delle reti in nazionale ― Stati Uniti | Cronologia completa delle presenze e delle reti in nazionale ― Stati Uniti | Cronologia completa delle presenze e delle reti in nazionale ― Stati Uniti | Cronologia completa delle presenze e delle reti in nazionale ― Stati Uniti |
| Data                                                                       | Città                                                                      | In casa                                                                    | Risultato                                                                  | Ospiti                                                                     | Competizione                                                               | Reti                                                                       | Note                                                                       |
| -------------------------------------------------------------------------- | -------------------------------------------------------------------------- | -------------------------------------------------------------------------- | -------------------------------------------------------------------------- | -------------------------------------------------------------------------- | -------------------------------------------------------------------------- | -------------------------------------------------------------------------- | -------------------------------------------------------------------------- |
| 17-11-2007                                                                 | Johannesburg                                                               | Sudafrica                                                                  | 0 – 1                                                                      | Stati Uniti                                                                | Mandela Cup                                                                | -                                                                          | 65’                                                                        |
| 19-1-2008                                                                  | Carson                                                                     | Stati Uniti                                                                | 2 – 0                                                                      | Svezia                                                                     | Amichevole                                                                 | -                                                                          | 46’                                                                        |
| 6-2-2008                                                                   | Houston                                                                    | Stati Uniti                                                                | 2 – 2                                                                      | Messico                                                                    | Amichevole                                                                 | 1                                                                          | 75’                                                                        |
| 11-10-2008                                                                 | Washington                                                                 | Stati Uniti                                                                | 6 – 1                                                                      | Cuba                                                                       | Qual. Mondiali 2010                                                        | 1                                                                          | 68’                                                                        |
| 15-10-2008                                                                 | Port of Spain                                                              | Trinidad e Tobago                                                          | 2 – 1                                                                      | Stati Uniti                                                                | Qual. Mondiali 2010                                                        | -                                                                          | 79’                                                                        |
| 19-11-2008                                                                 | Commerce City                                                              | Stati Uniti                                                                | 2 – 0                                                                      | Guatemala                                                                  | Qual. Mondiali 2010                                                        | -                                                                          |                                                                            |
| 11-2-2009                                                                  | Columbus                                                                   | Stati Uniti                                                                | 2 – 0                                                                      | Messico                                                                    | Qual. Mondiali 2010                                                        | -                                                                          |                                                                            |
| 28-3-2009                                                                  | San Salvador                                                               | El Salvador                                                                | 2 – 2                                                                      | Stati Uniti                                                                | Qual. Mondiali 2010                                                        | 1                                                                          |                                                                            |
| 1-4-2009                                                                   | Nashville                                                                  | Stati Uniti                                                                | 3 – 0                                                                      | Trinidad e Tobago                                                          | Qual. Mondiali 2010                                                        | 3                                                                          |                                                                            |
| 3-6-2009                                                                   | San José                                                                   | Costa Rica                                                                 | 3 – 1                                                                      | Stati Uniti                                                                | Qual. Mondiali 2010                                                        | -                                                                          |                                                                            |
| 6-6-2009                                                                   | Chicago                                                                    | Stati Uniti                                                                | 2 – 1                                                                      | Honduras                                                                   | Qual. Mondiali 2010                                                        | -                                                                          |                                                                            |
| 15-6-2009                                                                  | Pretoria                                                                   | Stati Uniti                                                                | 1 – 3                                                                      | Italia                                                                     | Conf. Cup 2009 - 1º turno                                                  | -                                                                          |                                                                            |
| 18-6-2009                                                                  | Pretoria                                                                   | Brasile                                                                    | 3 – 0                                                                      | Stati Uniti                                                                | Conf. Cup 2009 - 1º turno                                                  | -                                                                          |                                                                            |
| 21-6-2009                                                                  | Rustenburg                                                                 | Stati Uniti                                                                | 3 – 0                                                                      | Egitto                                                                     | Conf. Cup 2009 - 1º turno                                                  | -                                                                          |                                                                            |
| 24-6-2009                                                                  | Bloemfontein                                                               | Spagna                                                                     | 0 – 2                                                                      | Stati Uniti                                                                | Conf. Cup 2009 - Semifinale                                                | 1                                                                          | 29’ 83’                                                                    |
| 28-6-2009                                                                  | Johannesburg                                                               | Stati Uniti                                                                | 2 – 3                                                                      | Brasile                                                                    | Conf. Cup 2009 - Finale                                                    | -                                                                          |                                                                            |
| 12-8-2009                                                                  | Città del Messico                                                          | Messico                                                                    | 2 – 1                                                                      | Stati Uniti                                                                | Qual. Mondiali 2010                                                        | -                                                                          |                                                                            |
| 5-9-2009                                                                   | Sandy                                                                      | Stati Uniti                                                                | 2 – 1                                                                      | El Salvador                                                                | Qual. Mondiali 2010                                                        | 1                                                                          |                                                                            |
| 9-9-2009                                                                   | Port of Spain                                                              | Trinidad e Tobago                                                          | 0 – 1                                                                      | Stati Uniti                                                                | Qual. Mondiali 2010                                                        | -                                                                          |                                                                            |
| 10-10-2009                                                                 | San Pedro Sula                                                             | Honduras                                                                   | 2 – 3                                                                      | Stati Uniti                                                                | Qual. Mondiali 2010                                                        | -                                                                          |                                                                            |
| 14-10-2009                                                                 | Washington                                                                 | Stati Uniti                                                                | 2 – 2                                                                      | Costa Rica                                                                 | Qual. Mondiali 2010                                                        | -                                                                          | 14’                                                                        |
| 14-11-2009                                                                 | Bratislava                                                                 | Slovacchia                                                                 | 1 – 0                                                                      | Stati Uniti                                                                | Amichevole                                                                 | -                                                                          |                                                                            |
| 18-11-2009                                                                 | Aarhus                                                                     | Danimarca                                                                  | 3 – 1                                                                      | Stati Uniti                                                                | Amichevole                                                                 | -                                                                          |                                                                            |
| 3-3-2010                                                                   | Amsterdam                                                                  | Paesi Bassi                                                                | 2 – 1                                                                      | Stati Uniti                                                                | Amichevole                                                                 | -                                                                          |                                                                            |
| 29-5-2010                                                                  | Filadelfia                                                                 | Stati Uniti                                                                | 2 – 1                                                                      | Turchia                                                                    | Amichevole                                                                 | 1                                                                          |                                                                            |
| 12-6-2010                                                                  | Rustenburg                                                                 | Inghilterra                                                                | 1 – 1                                                                      | Stati Uniti                                                                | Mondiali 2010 - 1º turno                                                   | -                                                                          |                                                                            |
| 18-6-2010                                                                  | Johannesburg                                                               | Slovacchia                                                                 | 2 – 2                                                                      | Stati Uniti                                                                | Mondiali 2010 - 1º turno                                                   | -                                                                          |                                                                            |
| 23-6-2010                                                                  | Pretoria                                                                   | Stati Uniti                                                                | 1 – 0                                                                      | Algeria                                                                    | Mondiali 2010 - 1º turno                                                   | -                                                                          | 63’                                                                        |
| 26-6-2010                                                                  | Rustenburg                                                                 | Stati Uniti                                                                | 1 – 2 dts                                                                  | Ghana                                                                      | Mondiali 2010 - Ottavi di finale                                           | -                                                                          |                                                                            |
| 10-8-2010                                                                  | East Rutherford                                                            | Stati Uniti                                                                | 0 – 2                                                                      | Brasile                                                                    | Amichevole                                                                 | -                                                                          |                                                                            |
| 9-10-2010                                                                  | Chicago                                                                    | Stati Uniti                                                                | 2 – 2                                                                      | Polonia                                                                    | Amichevole                                                                 | 1                                                                          | 84’                                                                        |
| 12-10-2010                                                                 | Chester                                                                    | Stati Uniti                                                                | 0 – 0                                                                      | Colombia                                                                   | Amichevole                                                                 | -                                                                          | 89’                                                                        |
| 26-3-2011                                                                  | Buenos Aires                                                               | Argentina                                                                  | 1 – 1                                                                      | Stati Uniti                                                                | Amichevole                                                                 | -                                                                          |                                                                            |
| 29-3-2011                                                                  | Nashville                                                                  | Stati Uniti                                                                | 0 – 1                                                                      | Paraguay                                                                   | Amichevole                                                                 | -                                                                          |                                                                            |
| 4-6-2011                                                                   | Foxborough                                                                 | Stati Uniti                                                                | 0 – 4                                                                      | Spagna                                                                     | Amichevole                                                                 | -                                                                          |                                                                            |
| 7-6-2011                                                                   | Detroit                                                                    | Stati Uniti                                                                | 2 – 0                                                                      | Canada                                                                     | Gold Cup 2011 - 1º turno                                                   | 1                                                                          |                                                                            |
| 11-6-2011                                                                  | Tampa                                                                      | Stati Uniti                                                                | 1 – 2                                                                      | Panama                                                                     | Gold Cup 2011 - 1º turno                                                   | -                                                                          | 25’                                                                        |
| 14-6-2011                                                                  | Kansas City                                                                | Guadalupa                                                                  | 0 – 1                                                                      | Stati Uniti                                                                | Gold Cup 2011 - 1º turno                                                   | 1                                                                          |                                                                            |
| 19-6-2011                                                                  | Washington                                                                 | Giamaica                                                                   | 0 – 2                                                                      | Stati Uniti                                                                | Gold Cup 2011 - Quarti di finale                                           | -                                                                          |                                                                            |
| 2-9-2011                                                                   | San Francisco                                                              | Stati Uniti                                                                | 0 – 1                                                                      | Costa Rica                                                                 | Amichevole                                                                 | -                                                                          | 62’                                                                        |
| 6-9-2011                                                                   | Bruxelles                                                                  | Belgio                                                                     | 1 – 0                                                                      | Stati Uniti                                                                | Amichevole                                                                 | -                                                                          |                                                                            |
| 8-10-2011                                                                  | Miami                                                                      | Stati Uniti                                                                | 1 – 0                                                                      | Honduras                                                                   | Amichevole                                                                 | -                                                                          | 42’ 83’                                                                    |
| 11-10-2011                                                                 | Harrison                                                                   | Stati Uniti                                                                | 0 – 1                                                                      | Ecuador                                                                    | Amichevole                                                                 | -                                                                          |                                                                            |
| 11-11-2011                                                                 | Saint-Denis                                                                | Francia                                                                    | 1 – 0                                                                      | Stati Uniti                                                                | Amichevole                                                                 | -                                                                          |                                                                            |
| 15-11-2011                                                                 | Lubiana                                                                    | Slovenia                                                                   | 2 – 3                                                                      | Stati Uniti                                                                | Amichevole                                                                 | 1                                                                          |                                                                            |
| 29-2-2012                                                                  | Genova                                                                     | Italia                                                                     | 0 – 1                                                                      | Stati Uniti                                                                | Amichevole                                                                 | -                                                                          |                                                                            |
| 3-6-2012                                                                   | Toronto                                                                    | Canada                                                                     | 0 – 0                                                                      | Stati Uniti                                                                | Amichevole                                                                 | -                                                                          | 62’                                                                        |
| 8-6-2012                                                                   | Phoenix                                                                    | Stati Uniti                                                                | 3 – 1                                                                      | Antigua e Barbuda                                                          | Qual. Mondiali 2014                                                        | -                                                                          |                                                                            |
| 12-6-2012                                                                  | Città del Guatemala                                                        | Guatemala                                                                  | 1 – 1                                                                      | Stati Uniti                                                                | Qual. Mondiali 2014                                                        | -                                                                          |                                                                            |
| 7-9-2012                                                                   | Kingston                                                                   | Giamaica                                                                   | 2 – 1                                                                      | Stati Uniti                                                                | Qual. Mondiali 2014                                                        | -                                                                          |                                                                            |
| 11-9-2012                                                                  | Los Angeles                                                                | Stati Uniti                                                                | 1 – 0                                                                      | Giamaica                                                                   | Qual. Mondiali 2014                                                        | -                                                                          |                                                                            |
| 14-11-2012                                                                 | Krasnodar                                                                  | Russia                                                                     | 2 – 2                                                                      | Stati Uniti                                                                | Amichevole                                                                 | -                                                                          |                                                                            |
| 6-2-2013                                                                   | San Pedro Sula                                                             | Honduras                                                                   | 2 – 1                                                                      | Stati Uniti                                                                | Qual. Mondiali 2014                                                        | -                                                                          |                                                                            |
| 22-3-2013                                                                  | Commerce City                                                              | Stati Uniti                                                                | 1 – 0                                                                      | Costa Rica                                                                 | Qual. Mondiali 2014                                                        | -                                                                          |                                                                            |
| 26-3-2013                                                                  | Città del Messico                                                          | Messico                                                                    | 0 – 0                                                                      | Stati Uniti                                                                | Qual. Mondiali 2014                                                        | -                                                                          |                                                                            |
| 29-5-2013                                                                  | Cleveland                                                                  | Stati Uniti                                                                | 2 – 4                                                                      | Belgio                                                                     | Amichevole                                                                 | -                                                                          |                                                                            |
| 2-6-2013                                                                   | Washington                                                                 | Stati Uniti                                                                | 4 – 3                                                                      | Germania                                                                   | Amichevole                                                                 | 1                                                                          |                                                                            |
| 7-6-2013                                                                   | Kingston                                                                   | Stati Uniti                                                                | 2 – 1                                                                      | Giamaica                                                                   | Qual. Mondiali 2014                                                        | 1                                                                          |                                                                            |
| 11-6-2013                                                                  | Atlanta                                                                    | Stati Uniti                                                                | 2 – 0                                                                      | Panama                                                                     | Qual. Mondiali 2014                                                        | 1                                                                          | 56’ 90+1’                                                                  |
| 18-6-2013                                                                  | Sandy                                                                      | Stati Uniti                                                                | 1 – 0                                                                      | Honduras                                                                   | Qual. Mondiali 2014                                                        | 1                                                                          |                                                                            |
| 14-8-2013                                                                  | Sarajevo                                                                   | Bosnia ed Erzegovina                                                       | 3 – 4                                                                      | Stati Uniti                                                                | Amichevole                                                                 | 3                                                                          |                                                                            |
| 6-9-2013                                                                   | San José                                                                   | Costa Rica                                                                 | 3 – 1                                                                      | Stati Uniti                                                                | Qual. Mondiali 2014                                                        | -                                                                          | 71’ 90+2’                                                                  |
| 11-10-2013                                                                 | Kansas City                                                                | Stati Uniti                                                                | 2 – 0                                                                      | Giamaica                                                                   | Qual. Mondiali 2014                                                        | 1                                                                          |                                                                            |
| 15-10-2013                                                                 | Panama                                                                     | Panama                                                                     | 2 – 3                                                                      | Stati Uniti                                                                | Qual. Mondiali 2014                                                        | -                                                                          |                                                                            |
| 15-11-2013                                                                 | Glasgow                                                                    | Scozia                                                                     | 0 – 0                                                                      | Stati Uniti                                                                | Amichevole                                                                 | -                                                                          |                                                                            |
| 19-11-2013                                                                 | Vienna                                                                     | Austria                                                                    | 1 – 0                                                                      | Stati Uniti                                                                | Amichevole                                                                 | -                                                                          |                                                                            |
| 5-3-2014                                                                   | Charkiv                                                                    | Ucraina                                                                    | 2 – 0                                                                      | Stati Uniti                                                                | Amichevole                                                                 | -                                                                          |                                                                            |
| 27-5-2014                                                                  | San Francisco                                                              | Stati Uniti                                                                | 2 – 0                                                                      | Azerbaigian                                                                | Amichevole                                                                 | -                                                                          |                                                                            |
| 1-6-2014                                                                   | New York                                                                   | Stati Uniti                                                                | 2 – 1                                                                      | Turchia                                                                    | Amichevole                                                                 | -                                                                          |                                                                            |
| 7-6-2014                                                                   | Jacksonville                                                               | Stati Uniti                                                                | 2 – 1                                                                      | Nigeria                                                                    | Amichevole                                                                 | 1                                                                          |                                                                            |
| 16-6-2014                                                                  | Natal                                                                      | Stati Uniti                                                                | 2 – 1                                                                      | Ghana                                                                      | Mondiali 2014 - 1º turno                                                   | -                                                                          |                                                                            |
| 3-9-2014                                                                   | Praga                                                                      | Rep. Ceca                                                                  | 0 – 1                                                                      | Stati Uniti                                                                | Amichevole                                                                 | -                                                                          |                                                                            |
| 10-10-2014                                                                 | Detroit                                                                    | Stati Uniti                                                                | 1 – 1                                                                      | Ecuador                                                                    | Amichevole                                                                 | -                                                                          |                                                                            |
| 14-10-2014                                                                 | Boca Raton                                                                 | Stati Uniti                                                                | 1 – 1                                                                      | Honduras                                                                   | Amichevole                                                                 | 1                                                                          |                                                                            |
| 14-11-2014                                                                 | Londra                                                                     | Colombia                                                                   | 2 – 1                                                                      | Stati Uniti                                                                | Amichevole                                                                 | 1                                                                          | 35’                                                                        |
| 18-11-2014                                                                 | Dublino                                                                    | Irlanda                                                                    | 4 – 1                                                                      | Stati Uniti                                                                | Amichevole                                                                 | -                                                                          | 65’                                                                        |
| 28-1-2015                                                                  | Rancagua                                                                   | Cile                                                                       | 3 – 2                                                                      | Stati Uniti                                                                | Amichevole                                                                 | 1                                                                          |                                                                            |
| 8-2-2015                                                                   | New Orleans                                                                | Stati Uniti                                                                | 2 – 0                                                                      | Panama                                                                     | Amichevole                                                                 | -                                                                          |                                                                            |
| 25-3-2015                                                                  | Aarhus                                                                     | Danimarca                                                                  | 3 – 2                                                                      | Stati Uniti                                                                | Amichevole                                                                 | 1                                                                          | 78’                                                                        |
| 31-3-2015                                                                  | Zurigo                                                                     | Svizzera                                                                   | 1 – 1                                                                      | Stati Uniti                                                                | Amichevole                                                                 | -                                                                          | 68’, 68’                                                                   |
| 3-7-2015                                                                   | Indianapolis                                                               | Stati Uniti                                                                | 4 – 0                                                                      | Guatemala                                                                  | Amichevole                                                                 | -                                                                          |                                                                            |
| 7-7-2015                                                                   | Frisco                                                                     | Stati Uniti                                                                | 2 – 1                                                                      | Honduras                                                                   | Gold Cup 2015 - 1º turno                                                   | -                                                                          |                                                                            |
| 10-7-2015                                                                  | Foxborough                                                                 | Stati Uniti                                                                | 1 – 0                                                                      | Haiti                                                                      | Gold Cup 2015 - 1º turno                                                   | -                                                                          |                                                                            |
| 4-9-2015                                                                   | Milwaukee                                                                  | Stati Uniti                                                                | 2 – 1                                                                      | Perù                                                                       | Amichevole                                                                 | 2                                                                          | 85’                                                                        |
| 8-9-2015                                                                   | Long Beach                                                                 | Stati Uniti                                                                | 1 – 4                                                                      | Brasile                                                                    | Amichevole                                                                 | -                                                                          |                                                                            |
| 10-10-2015                                                                 | Pasadena                                                                   | Stati Uniti                                                                | 2 – 3                                                                      | Messico                                                                    | Coppa CONCACAF                                                             | -                                                                          |                                                                            |
| 13-10-2015                                                                 | Oklahoma City                                                              | Stati Uniti                                                                | 0 – 1                                                                      | Costa Rica                                                                 | Amichevole                                                                 | -                                                                          |                                                                            |
| 13-11-2015                                                                 | Saint Louis                                                                | Stati Uniti                                                                | 6 – 1                                                                      | Saint Vincent e Grenadine                                                  | Qual. Mondiali 2018                                                        | 2                                                                          |                                                                            |
| 17-11-2015                                                                 | Port of Spain                                                              | Trinidad e Tobago                                                          | 0 – 0                                                                      | Stati Uniti                                                                | Qual. Mondiali 2018                                                        | -                                                                          |                                                                            |
| 31-1-2016                                                                  | Houston                                                                    | Stati Uniti                                                                | 3 – 2                                                                      | Islanda                                                                    | Amichevole                                                                 | 1                                                                          |                                                                            |
| 5-2-2016                                                                   | Dallas                                                                     | Stati Uniti                                                                | 1 – 0                                                                      | Canada                                                                     | Amichevole                                                                 | 1                                                                          |                                                                            |
| 25-3-2016                                                                  | Città del Guatemala                                                        | Guatemala                                                                  | 2 – 0                                                                      | Stati Uniti                                                                | Qual. Mondiali 2018                                                        | -                                                                          |                                                                            |
| 29-3-2016                                                                  | Columbus                                                                   | Stati Uniti                                                                | 4 – 0                                                                      | Guatemala                                                                  | Qual. Mondiali 2018                                                        | 1                                                                          |                                                                            |
| 2-9-2016                                                                   | Kingstown                                                                  | Saint Vincent e Grenadine                                                  | 0 – 6                                                                      | Stati Uniti                                                                | Qual. Mondiali 2018                                                        | 1                                                                          |                                                                            |
| 6-9-2016                                                                   | Jacksonville                                                               | Stati Uniti                                                                | 4 – 0                                                                      | Trinidad e Tobago                                                          | Qual. Mondiali 2018                                                        | 2                                                                          |                                                                            |
| 7-10-2016                                                                  | Memphis                                                                    | Stati Uniti                                                                | 2 – 0                                                                      | Cecoslovacchia                                                             | Amichevole                                                                 | -                                                                          |                                                                            |
| 11-10-2016                                                                 | Fort Worth                                                                 | Stati Uniti                                                                | 1 – 1                                                                      | Nuova Zelanda                                                              | Amichevole                                                                 | -                                                                          | 86’ 88’                                                                    |
| 11-11-2016                                                                 | Chicago                                                                    | Stati Uniti                                                                | 1 – 2                                                                      | Messico                                                                    | Qual. Mondiali 2018                                                        | -                                                                          |                                                                            |
| 15-11-2016                                                                 | San José                                                                   | Costa Rica                                                                 | 4 – 0                                                                      | Stati Uniti                                                                | Qual. Mondiali 2018                                                        | -                                                                          | 71’                                                                        |
| 25-1-2017                                                                  | Baltimora                                                                  | Stati Uniti                                                                | 0 – 0                                                                      | Serbia                                                                     | Amichevole                                                                 | -                                                                          |                                                                            |
| 24-3-2017                                                                  | Los Angeles                                                                | Stati Uniti                                                                | 6 – 0                                                                      | Honduras                                                                   | Qual. Mondiali 2018                                                        | -                                                                          |                                                                            |
| 28-3-2017                                                                  | Panama                                                                     | Panama                                                                     | 1 – 1                                                                      | Stati Uniti                                                                | Qual. Mondiali 2018                                                        | -                                                                          |                                                                            |
| 8-6-2017                                                                   | Commerce City                                                              | Stati Uniti                                                                | 2 – 0                                                                      | Trinidad e Tobago                                                          | Qual. Mondiali 2018                                                        | -                                                                          |                                                                            |
| 11-6-2017                                                                  | Città del Messico                                                          | Messico                                                                    | 1 – 1                                                                      | Stati Uniti                                                                | Qual. Mondiali 2018                                                        | -                                                                          |                                                                            |
| 19-7-2017                                                                  | Filadelfia                                                                 | Stati Uniti                                                                | 2 – 0                                                                      | El Salvador                                                                | Gold Cup 2017 - 1º turno                                                   | -                                                                          |                                                                            |
| 22-7-2017                                                                  | Dallas                                                                     | Stati Uniti                                                                | 2 – 0                                                                      | Costa Rica                                                                 | Gold Cup 2017 - 1º turno                                                   | 1                                                                          | 73’ 83’                                                                    |
| 26-7-2017                                                                  | Santa Clara                                                                | Giamaica                                                                   | 1 – 2                                                                      | Stati Uniti                                                                | Gold Cup 2017 - 1º turno                                                   | 1                                                                          |                                                                            |
| 1-9-2017                                                                   | Austin                                                                     | Stati Uniti                                                                | 0 – 2                                                                      | Costa Rica                                                                 | Qual. Mondiali 2018                                                        | -                                                                          |                                                                            |
| 6-10-2017                                                                  | Orlando                                                                    | Stati Uniti                                                                | 4 – 0                                                                      | Panama                                                                     | Qual. Mondiali 2018                                                        | 2                                                                          | 71’                                                                        |
| 10-10-2017                                                                 | Port of Spain                                                              | Trinidad e Tobago                                                          | 2 – 1                                                                      | Stati Uniti                                                                | Qual. Mondiali 2018                                                        | -                                                                          |                                                                            |
| 9-6-2019                                                                   | Cincinnati                                                                 | Stati Uniti                                                                | 0 – 3                                                                      | Venezuela                                                                  | Amichevole                                                                 | -                                                                          | 46’                                                                        |
| 23-6-2019                                                                  | Cleveland                                                                  | Stati Uniti                                                                | 6 – 0                                                                      | Trinidad e Tobago                                                          | Gold Cup 2019 - 1º turno                                                   | -                                                                          | 74’                                                                        |
| 26-6-2019                                                                  | Kansas City                                                                | Panama                                                                     | 0 – 1                                                                      | Stati Uniti                                                                | Gold Cup 2019 - 1º turno                                                   | 1                                                                          | 83’                                                                        |
| 3-7-2019                                                                   | Nashville                                                                  | Giamaica                                                                   | 1 – 3                                                                      | Stati Uniti                                                                | Gold Cup 2019 - Semifinale                                                 | -                                                                          | 43’ 56’                                                                    |
| 7-7-2019                                                                   | Chicago                                                                    | Messico                                                                    | 1 – 0                                                                      | Stati Uniti                                                                | Gold Cup 2019 - Finale                                                     | -                                                                          | 64’                                                                        |
| Totale                                                                     |                                                                            | Presenze (9º posto)                                                        | 115                                                                        |                                                                            | Reti (3º posto)                                                            | 42                                                                         |                                                                            |

## Palmarès

### Club
- Coppa dei Paesi Bassi: 1

AZ Alkmaar: 2012-2013
- Canadian Championship: 3

Toronto FC: 2016, 2017, 2018
- MLS Supporters' Shield: 1

Toronto FC: 2017
- Campionato MLS: 1

Toronto FC: 2017

### Nazionale
- Gold Cup: 1

Stati Uniti 2017

### Individuale
- U.S. Soccer Athlete of the Year: 2

Miglior giovane: 2006
Premio maschile: 2013
- Capocannoniere della KNVB beker: 1

2012-2013 (8 reti)
- Capocannoniere del Canadian Championship: 1

2018 (3 reti)